# Räddningsstation Åmål (sjöräddning)
Räddningsstation Åmål är en av Sjöräddningssällskapets räddningsstationer.
Räddningsstation Åmål ligger på Sjöfartsverkets område på Örnäs i Åmål. Den inrättades 2004 och har 16 frivilliga.

## Räddningsfarkoster
- Rescue P.O. Hanson av Victoriaklass, byggd 1998
- Rescue Maximat av Gunnel Larssonklass, byggd 2000
- Rescuerunner 3-48 Johannes, byggd 2011

## Tidigare räddningsfarkoster
- 90-138 Rescue Sune, en tidigare Stridsbåt 90 E, byggd 1993 och utlånad av Sveriges försvarsmakt, från 2022 på Räddningsstation Hammarö